# IV. třída okresu Česká Lípa
IV. třída okresu Česká Lípa tvořila společně s ostatními skupinami čtvrté třídy nejnižší (desátou nejvyšší) fotbalovou soutěž v České republice. Byla řízena Okresním fotbalovým svazem Česká Lípa. Hrála se každý rok od léta do jara se zimní přestávkou, počet účastníků nebyl stálý. Zanikla po sezoně 2011/12. Vítěz postupoval do III. třídy okresu Česká Lípa.

## Vítězové

### IV. třída okresu Česká Lípa
| Ročník    | Vítězný tým            |
| --------- | ---------------------- |
| 2004/2005 | TJ Slavoj Dubá         |
| 2005/06   | FK Blíževedly          |
| 2006/07   | TJ Doksy „B“           |
| 2007/08   | FK Cvikov „B“          |
| 2008/09   | SK Družba Bukovany „B“ |
| 2009/10   | FK Sloup v Čechách     |
| 2010/11   | TJ Jiskra Svor         |
| 2011/12   | Sparta Sosnová         |